# Autoroutes du Sud de la France
Pour les articles homonymes, voir ASF.
Vous pouvez aider à l'améliorer ou bien discuter des problèmes sur sa page de discussion.
- Il ne s’appuie pas, ou pas assez, sur des sources secondaires ou tertiaires. (Marqué depuis octobre 2015)
- Il est à actualiser. Certains passages sont obsolètes ou annoncent des événements désormais passés. (Marqué depuis août 2011)

- Archive Wikiwix
- Bing
- Cairn
- DuckDuckGo
- E. Universalis
- Gallica
- Google
- G. Books
- G. News
- G. Scholar
- Persée
- Qwant
- (zh) Baidu
- (ru) Yandex
- (wd) trouver des œuvres sur Wikidata

Autoroutes du Sud de la France (ASF) est une société de Vinci Autoroutes. Créé en 1957, le réseau ASF est le premier réseau autoroutier à péage en France avec 2 714 km d’autoroutes concédées (dont 2 692 km en service). Au total, les réseaux des quatre sociétés de Vinci Autoroutes — ASF, Cofiroute, ESCOTA et Arcour — comptent 4 385 km concédés dont 4 363 km en service.
Le 14 décembre 2005, le gouvernement français a annoncé son intention de céder la totalité de ses actions dans le groupe ASF à Vinci, qui possède déjà 82 % de Cofiroute. Cette cession, qui était en attente du règlement de la question de la concession de la section La Tour-de-Salvagny - Lyon - L'Arbresle - Balbigny de l'autoroute A89, est effective depuis le 9 mars 2006.
Vinci a fait l’acquisition de la participation de l’État (41,5 %) et celle d’Autoroutes de France (8,8 %) dans ASF à un prix de 51 euros par action. La part de Vinci au capital d’ASF est désormais de 100 %.

## Histoire
En 1957, la SAVR (Société de l'Autoroute de la Vallée du Rhône) est créée afin de mener à bien l'ébauche de l'Autoroute A7 dont la première section concédée a été livrée à la circulation en 1958 (déviation de Roussillon) d'abord gratuite. Son achèvement est marqué par la déviation de Vienne ouverte en 1974.
En 1973, la SAVR devient ASF (Autoroutes du sud de la France) et édite dès cette année-là ses premiers dépliants d'informations destinés à ses usagers.
En 1974, la société décide d'implanter les premiers panneaux d'animation touristique. Ce sont des panneaux à caractères blancs sur fond marron avec des inscriptions souvent précédées d'un symbole aidant à la compréhension de chaque texte.
En 1975, la création de l’aire du Village Catalan sur l’A9 marque le début d’une série d’aires villages et d’aires thématiques caractéristiques d’ASF. La première modernisation du péage a lieu la même année.
En 1981, ASF célèbre son millième kilomètre d’autoroutes construit et mis en exploitation, sur l’aire de Montech (A62).
En 1990, des couloirs automatiques pour les poids lourds (les Pass-PL) sont installés dans les gares les plus fréquentées et en 1993 est mise en place la première expérience de télépéage à Toulouse (le Pass-Pass).
En 1991, l’autoroute de la Côte basque (ACOBA) A63 est intégrée au réseau ASF.
En 1993, l'autoroute A68 inaugure les premiers couloirs télépéage rapide.
En 1994, ESCOTA devient filiale d’ASF.
En 2000, le 2 000e kilomètre d’autoroutes entre Ussel et Saint-Julien-Sancy (A89) est mis en service. C'est la première gare de péage entièrement automatique.
En 2001, le 16 octobre, Laurent Fabius, ministre de l’Économie, annonce l’ouverture minoritaire du capital d’ASF et son introduction en bourse dans le cadre d’un plan de relance de l’économie.
En 2002, ouverture du capital et introduction en bourse sur le premier marché d’Euronext Paris.
En 2005, dans le cadre de la privatisation du secteur autoroutier, l’État choisit Vinci comme repreneur du Groupe ASF.
En 2006, VINCI acquiert la part de l’État et d’Autoroutes de France. En janvier est mis en service le 3 000e kilomètre d’autoroutes avec l’ouverture de 63 km supplémentaires sur l’A89, entre Bordeaux et Clermont-Ferrand.
En 2007, ASF fête ses 50 ans et, lance le télépéage PL et finalise les 18 km de construction de l'A89 entre Thenon et Terrasson.
En 2009, déploiement de la charte d’engagement commune aux trois sociétés de Vinci Autoroutes (ASF, Cofiroute et Escota).
En 2010, le Paquet vert autoroutier est signé, les sociétés concessionnaires de Vinci Autoroutes s’engagent alors à investir 750 millions d’euros sur trois ans dans la requalification environnementale des sections les plus anciennes de leurs réseaux, en contrepartie du prolongement d’un an de leurs contrats de concession.
En 2011, Radio Trafic FM devient Radio Vinci Autoroutes.
En 2013, L'ouverture des derniers 53 kilomètres de l'autoroute A89 Bordeaux/Lyon et lancement de la plate-forrme roulons-autrement.com.
En 2014, lancement du Contrat de service VINCI Autoroutes.
En 2015, inauguration du bouclage Brive-Tulle de l'A89, signature du plan de relance autoroutier et VINCI Autoroutes et Blablacar en partenariat pour favoriser le covoiturage sur autoroute.
En 2016, organisation de la première fête de l'autoroute, inauguration par le chef de l’État du chantier d’élargissement de l’A9 entre Le Boulou et la frontière espagnole, premier grand projet du Plan de relance autoroutier. À cette occasion, le Chef de l’État annonce le lancement d’un deuxième grand plan d’investissement.

### Historique du logo

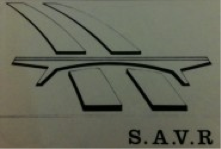
1954-1975 : logo des SAVR.
1er logo des ASF.
Logo de transition lors de la privatisation par l'État.
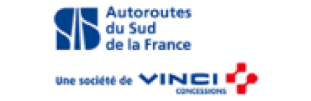
Logo 2005-2009.
Logo depuis mai 2009.

## Réseaux

### Chiffres-clés
- 2 715 km concédés, 2 708 km en service
- 288 aires de services et de repos
- 1,1 million de véhicules par jour
- 421 millions de transactions par an
- 9 968 ha de patrimoine vert
- 1 730 ouvrages de protection des eaux
- 611 panneaux à messages variables
- 6 parkings de covoiturage proposant 546 places (février 2016)

### Réseau
ASF exploite un réseau de 2 714 kilomètres d'autoroutes en France, ce qui représente, avec l'ensemble des sociétés de Vinci Autoroutes, 49 % du réseau concédé français.

#### Zone Ouest
- Une partie (Poitiers – Bordeaux) de l’A10 Paris – Bordeaux (Paris – Poitiers-Sud inclus étant concédée à Cofiroute)
- Une partie (Le Mans – Angers) de l’A11 Paris – Nantes (les sections Paris – Le Mans et Angers – Nantes étant concédées à Cofiroute)
- Le couple d'autoroutes A61 – A62 Bordeaux – Toulouse – Narbonne
- La partie basque de l'A63 (entre Saint-Geours-de-Maremne et l'Espagne)
- La partie concédée de l'A64 et ses antennes A641 et A645
- Les autoroutes A83, A87, A837

#### Zone Centre
- La partie concédée de l'A20, Brive-la-Gaillarde - Toulouse (Vierzon - Brive-la-Gaillarde étant gratuite)
- A61
- A66 et le tunnel du Puymorens
- Partie concédée de l'A68
- A72
- A89
- Openly, la partie nord du boulevard périphérique de Lyon[7]

#### Zone Est
- A7, autoroute la plus fréquentée de France en Province
- A8, (avec Escota)
- A9, Lyon-Orange-Espagne
- A46 sud
- A50, (Escota)
- A51, (Escota)
- A52, (Escota)
- A54
- A57, (Escota)
- A711
- La partie concédée (hors viaduc de Millau) de l'A75, Clermont-Ferrand - Montpellier
- La partie est de l'A89 (sauf le tronc commun avec l'A71, concédé à APRR)
- A500, (Escota)
- A501, (Escota)
- A520, (Escota)

## Aire de repos et de service
ASF possède de nombreuses aires de repos et de services, ce qui représente environ une toutes les 10 minutes soit tous les 20 kilomètres.

## Radio Vinci Autoroutes Sud
Les ASF et Radio Trafic FM ont créé Autoroutel, un numéro de téléphone entièrement consacré aux Autoroutes du Sud de la France. On peut y écouter le dernier flash autoroutier, on peut parler à une hôtesse pour toute information sur le trafic ou tout simplement pour préparer son voyage.

## Données financières
| Années                     | 2008  | 2009  | 2010  | 2011  |
| -------------------------- | ----- | ----- | ----- | ----- |
| Chiffre d'affaires         | 3 239 | 2 347 | 2 431 | 2 502 |
| Résultat net (part groupe) | 600   | 627   | 734   | 788   |
| Fonds propres              | 471   | 613   | 692   | 102   |
| Dettes courantes           | 1 412 | 1 109 | 1 030 | 1 722 |